# 프란츠 안톤 말베르츠

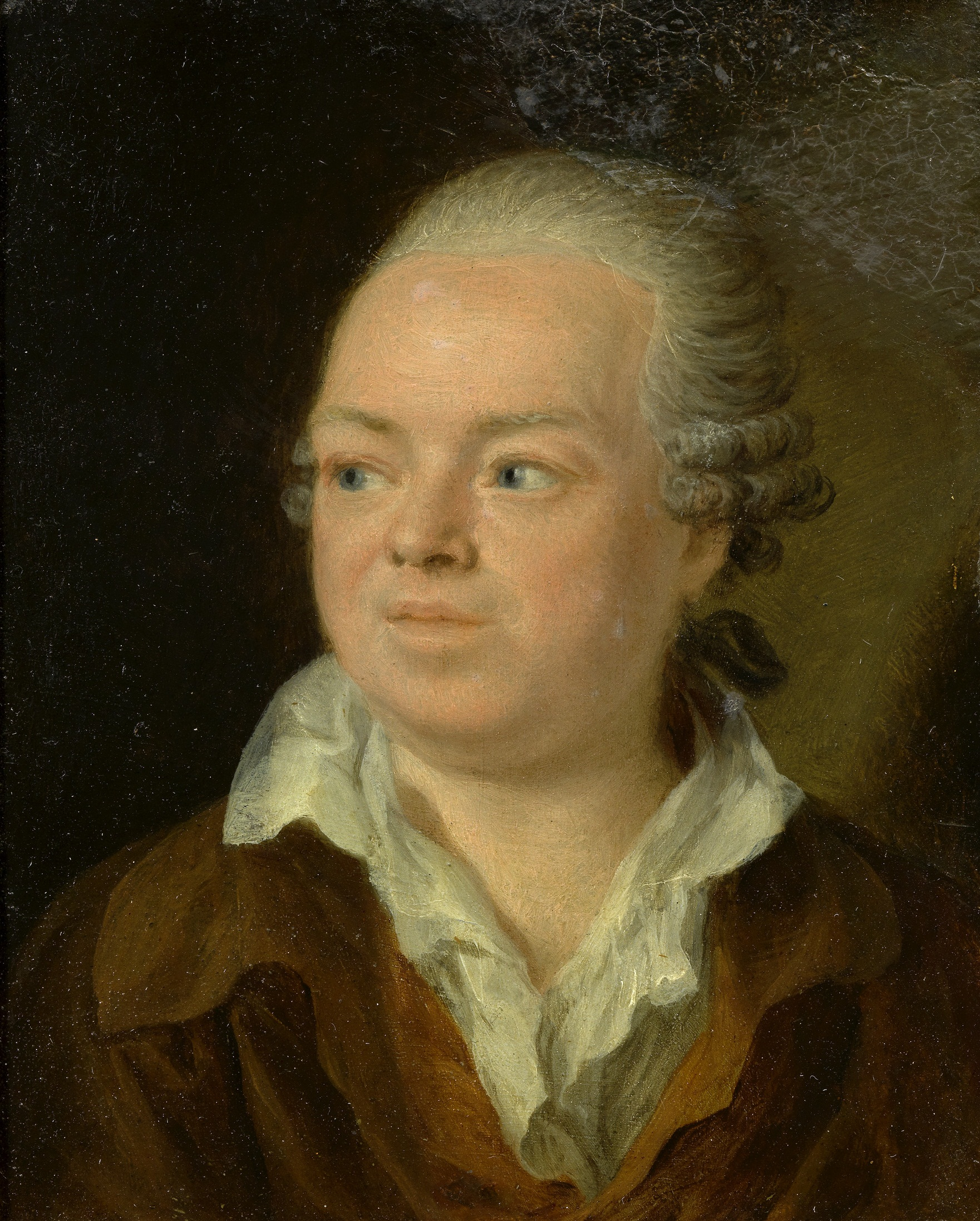
프란츠 안톤 말베르츠

프란츠 안톤 말베르츠(Franz Anton Maulbertsch, 1724년 6월 7일 ∼ 1796년 8월 8일, 랑겐아르겐 출생)는 18세기 오스트리아의 프레스코 유채화가이다.

## 개요
말베르츠는 랑겐아르겐에서 태어나서 빈에서 사망하였다. 1739년부터 빈 아카데미에서 수학하고 1770년에는 교수가 되었다. 빈에서는 트로가의 영향을, 이탈리아를 여행해서는 베네치아파(派)의 영향을 받았으나 그 중에서도 렘브란트의 예술로부터 배운 바가 많다. 렘브란트 풍(風)의 강렬한 명암대비(明暗對比)로 생겨나는 동적 형식에 의한 그의 천장화는 보다 우아한 방향으로 기울어진 다른 로코코 화가들에 비하여 보다 격렬하고 퍼세틱한 팬터지를 나타내고 있다.